# Jaroslav Kuzminov
Jaroslav Ivanovič Kuzminov (Ярослав Иванович Кузьмино́в, * 26. května 1956 Moskva) je ruský ekonom a veřejný činitel. Byl spoluzakladatelem a v letech 1992 až 2021 rektorem Vyšší školy ekonomie. Je manželem Elviry Nabiullinové, se kterou má syna, předtím měl ještě dvě další děti.